# Psalm 35
Der 35. Psalm (nach der griechischen Zählung der 34.) ist ein Psalm Davids aus dem ersten Buch des Psalters.

## Gliederung
- V. 1–10: Erstes Bittgebet: Bitte um Gottes Hilfe im Streit
  - V. 1–3: Ruf um Gottes streitenden Beistand, militärisch formuliert
  - V. 4–8: Ansuchen des Beters
    - V. 4–6: Fluchwünsche gegen die Widersacher
    - V. 7–8: Begründung der Anklage

  - V. 9–10: Gelöbnis des Lobpreises
- V. 11–18: Zweites Bittgebet: Ungerechtigkeit der Feinde und Gerechtigkeit des Beters
  - V. 11–12: Beschreibung der Feindseligkeiten
  - V. 13–14: Kontrast im Verhalten des Beters
  - V. 15–16: Beschreibung weiterer Anfeindungen
  - V. 17: Bitte um Errettung
  - V. 18: Erneutes Gelöbnis des Lobpreises
- V. 19–28: Drittes Bittgebet
  - V. 19: Einleitung, Bitte um Verschonung vor dem Gehabe der Feinde
  - V. 20–21: Weitere Beschreibung der Feindseligkeiten
  - V. 22–25: Anrufung Gottes gegen die Widersacher
  - V. 26–27: Folgen des göttlichen Handelns für Feinde und Freunde
  - V. 28: Lobpreisender Abschluss

## Gattung und Inhalt
Psalm 35 ist ein Bittgebet, in dem Klage, Gebet und Dankgelübde dreimal miteinander abwechseln. Die Überschrift ist unsicher überliefert und lautet hebräisch lediglich לדוד, was „von David“ ebenso bedeuten kann wie „für David“. 
Die traditionelle Auslegung verortet die im Psalm beschriebene Notsituation des Beters im Leben Davids, als Saul ihn verfolgte und die Höflinge des Königs ihn verleumdeten (1 Sam 24 ). Es wird auch erwogen, der Psalm stamme aus den späteren Tagen Davids, als ein Aufruhr tobte.
Der Beter erscheint als ein Mann reinen Gewissens, der jedoch aufgrund der Verfolgung und der Bosheit seiner Feinde in Bedrängnis geraten ist. Er will sich aber nicht rächen, sondern ruft in militärischen Metaphern Gott zu seinem Mitstreiter an. Durch diese an Gewalt und Militanz anspielende Bildsprache wird er traditionell zu den Rachepsalmen bzw. Gerechtigkeitspsalmen gezählt.

## Rezeption
Der Psalm wurde unter anderem vertont von
- Heinrich Schütz, Herr, hader mit den Hadrern mein, SWV 132
- Jan Pieterszoon Sweelinck, Psalm 35
- Jan Utenhove, Iudica Domine nocentes. Psalm.xxxv. (1566, niederländische Übertragung)
- Henrik Ajax, Psalm 35, für Violine, Viola, Cello und Klarinette

„Die Stillen im Lande“ (V. 20) waren im 18. Jahrhundert ein gängiges Bild für die Pietisten; es wurde unter anderem von Gerhard Tersteegen aufgegriffen (etwa im Lied „Gott ist gegenwärtig)“.